# 제36공병여단
제36공병여단(36th Engineer Brigade)는 텍사스주 포트 카바조스에 본부를 두고 있는 미국 육군 공병대 여단이다. 현재 제3(III)군단을 지원한다.

## 역사

### 제2차 세계 대전
부대는 최초에 1933년 10월 1일 제36공병연대로 구상되었고, 실제로는 1941년 6월 1일에 뉴욕 플래츠버그 막사에서 창설되었다.
연대는 9개 중대를 이끌고 상륙돌격과 지원작전에 도맡았다. 알제리, 프랑스령 모로코, 시칠리, 나폴리, 포자, 안치오, 남프랑스 등의 아프리카, 지중해 지역의 전역에 참가하였다.
1945년 2월 15일, 워싱턴주 포트 루이스에서 제36공병전투단으로 재편성되었다.

### 6.25 전쟁
한국 전쟁에 4개 대대와 몇몇 공병중대를 이끌고 참전하였다. 휴전 협정이 맺어진 뒤, 주한 미군의 일원으로서 1972년 5월 30일까지 한반도에 주둔하다가 해산하였다.

### 냉전
1년 뒤, 1973년 7월 1일 조지아주 포트 베닝에서 제36공병건설단으로 재소집되어 주둔하였다. 1991년 걸프 전쟁에서 유프라테스강을 공략하는 제24보병사단을 지원하였다. 이후 통합임무부대(UNITAF)의 일원으로서 소말리아에서 희망잇기 작전, 아이티에서 민주주의 유지 작전에 참가하였다.
2006년 6월 16일, 첫 모듈화 여단인 제36공병여단으로 재편성 및 텍사스주 포트 후드에 배치되었다.

## 부대

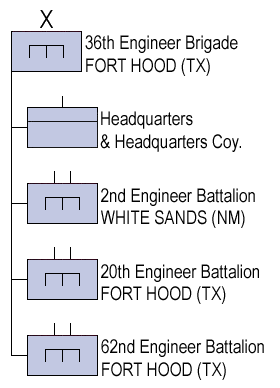
제36공병여단 조직편성표

- 제4공병대대 - 포트 카슨
- 제5공병대대 - 포트 레너드 우드
- 제20공병대대 - 포트 카바조스
- 제62공병대대 - 포트 카바조스

## 기록

### 소속
1. 제9(IX)군단; 한국 전쟁
2. 제2군수사령부; 한국 전쟁
3. 제20공병여단; 걸프 전쟁
4. 제3(III)군단; 2006년 6월 16일

### 계보
- 1933년 10월 1일, Headquarters and Headquarters and Service Company, 36th Engineer
→제36공병, 본부 및 근무중대
- 1942년 8월 1일, Headquarters and Headquarters and Service Company, 36th Engineer Combat Regiment
→제36공병전투연대, 본부 및 근무중대
- 1945년 2월 15일, Headquarters and Headquarters Company, 36th Engineer Combat Group
→제36공병전투단, 본부 및 본부중대
- 1973년 7월 1일, Headquarters and Headquarters Company, 36th Engineer Group (Construction)
→제36공병건설단, 본부 및 본부중대
- 2006년 6월 16일, Headquarters and Headquarters Company, 36th Engineer Brigade
→제36공병여단, 본부 및 본부중대

### 전역
| 스트리머         | 연도 |
| ---------------- | --- |
| 제2차 세계 대전  | - 알제리-모로코 (화살촉) - 튀니지 - 시칠리 (화살촉) - 나폴리-포자 (화살촉) - 안지오 (화살촉) - 로마-아르노 - 남프랑스 (화살촉) - 라인란트 - 안데스-알자스 - 중앙유럽 |
| 한국 전쟁        | - UN공세 - CCF 개입 - 첫번째 UN 반격 - CCF 춘계 공세 - UN 하계-추계 공세 - 두번째 한국의 겨울 - 1952년 한국의 하계-추계 - 세번째 한국의 겨울 - 1953년 한국의 여름    |
| 걸프 전쟁        | - 사우디 아라비아 방어, 1991년 - 쿠웨이트 방어 및 해방, 1991년 |
| 테러와의 전쟁    | |
| 항구적 자유 작전 | - 아프가니스탄, 2002–2003년 - 아프가니스탄, 2007–2008년 |
| 이라크 자유 작전 | 이라크, 2006년 ~ 2007년 |

### 스트리머
| 스트리머                  | 내역                                    | 명령서                                        |
| ------------------------- | --------------------------------------- | --------------------------------------------- |
| 공로부대표창              | 한국, 1953년                            |                                               |
| 공로부대표창              | 한국, 1954년                            | 제36공병전투단, 육군부 1954년 일반명령 제46호 |
| 공로부대표창              | 남서아시아, 1990년 ~ 1991년             |                                               |
| 공로부대표창              | 이라크, 2005년 ~ 2006년                 |                                               |
| 공로부대표창              | 아프가니스탄, 2007년 ~ 2008년           |                                               |
| 공로부대표창              | 이라크, 2010년 ~ 2011년                 |                                               |
| 대한민국 대통령 부대 표창 | 한국, 1950년 9월 19일 ~ 1952년 7월 31일 | 미국 육군부 일반 명령 제53-33호               |

## 참고
1. ↑  “General Orders No. 46” (PDF) (영어). Washington D.C.: Department of Army. 1954년 6월 23일. 1쪽. 2019년 12월 24일에 원본 문서 (PDF)에서 보존된 문서. 2019년 12월 25일에 확인함.
2. ↑  “General Orders No. 33” (PDF) (영어). Washington D.C.: Department of Army. 1953년 4월 13일. 2쪽. 2019년 12월 8일에 원본 문서 (PDF)에서 보존된 문서. 2019년 12월 9일에 확인함.

- “Headquarters and Headquarters Company, 36th Engineer Brigade” (영어). 미국 육군 역사관. 2012년 10월 29일. 2019년 6월 26일에 확인함.